# Biblioteca Pública de Bergen
La Biblioteca Pública de Bergen (BOB) (en noruego: Bergen Offentlige Bibliotek) es un edificio de biblioteca y una institución de bibliotecas públicas en Bergen, Noruega. Fundada en 1872, es la segunda biblioteca pública más grande de Noruega. Además del edificio principal en el centro de la ciudad de Bergen, opera seis sucursales y el servicio de biblioteca en las dos prisiones de Bergen.

## Historia

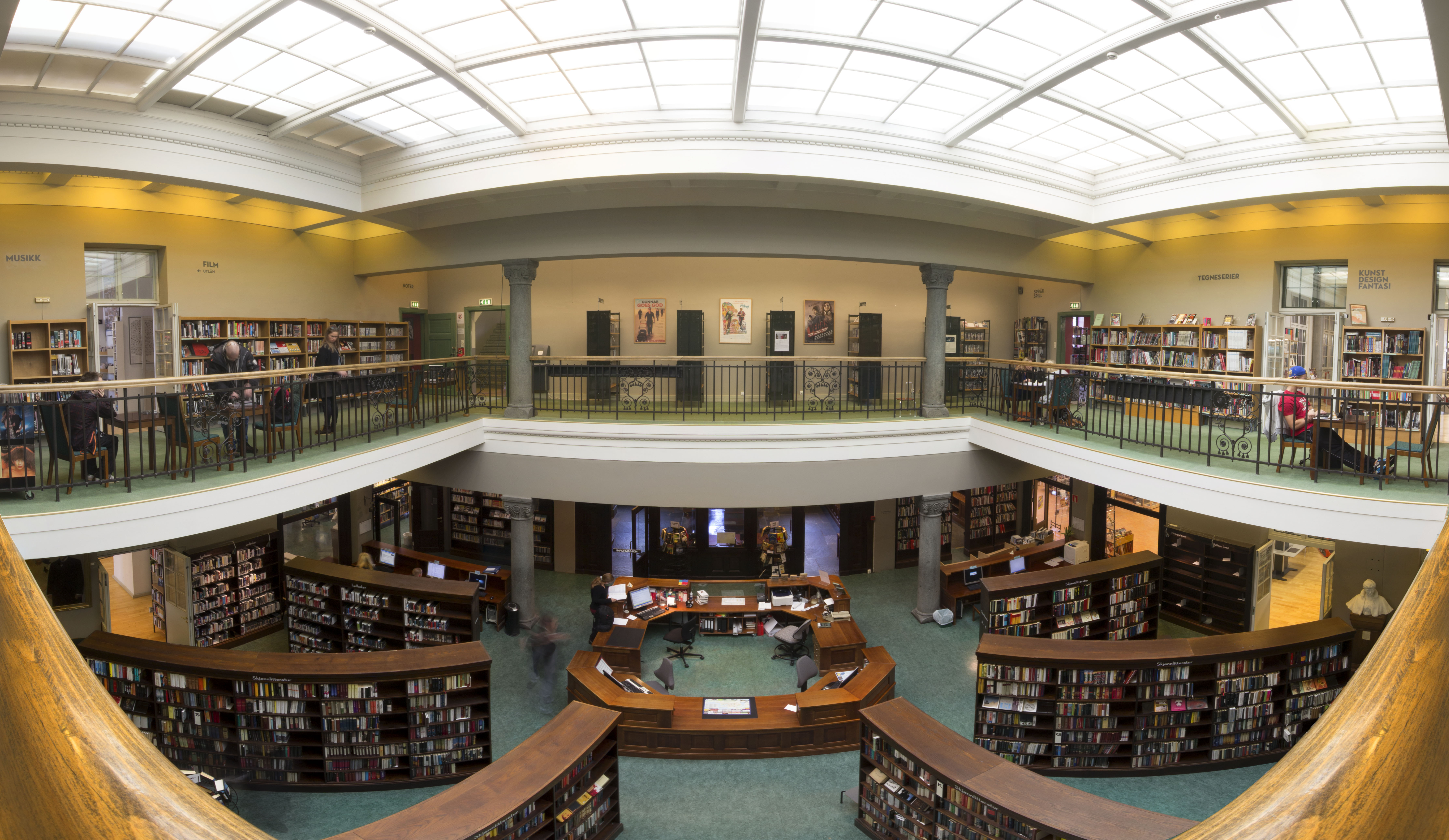
Interior de la sala principal

En la Edad Media, Bergen y Trondheim fueron los principales centros de literatura en Noruega, siendo los monasterios y las iglesias los que contenían la mayoría de libros y bibliotecas. La Iglesia de Santa María en Bergen poseía una gran colección de libros que estaba abierta al público. En 1766, el vicario David Schønfeldt donó una gran cantidad de libros y dinero a la colección, lo que permitió a la iglesia construir un edificio separado para contener la biblioteca. Abierta dos horas al día, esta fue la antecesora de la biblioteca actual. En 1876, la colección de la iglesia se entregó a la Biblioteca Pública de Bergen, donde se mantuvo hasta que la colección se depositó en la Biblioteca de la Universidad de Bergen aproximadamente un siglo después. En 1869, el bibliotecario universitario Paul Botten-Hansen puso a la venta su colección de libros, que constaba de 12 000 volúmenes. Una asociación recién fundada decidió crear una biblioteca pública en Bergen, basada en la colección de Botten-Hansen. Después de la compra de la colección en 1871, la asociación ofreció al municipio de Bergen adquirir la colección, con la condición de que cubriera los costos de funcionamiento de una biblioteca. El primer edificio de la biblioteca se ubicó en Torgallmenningen, en una antigua fábrica de cerveza. Sin embargo, este edificio pronto resultaría demasiado pequeño y la biblioteca se trasladó al bazar de carne, ubicado a lo largo del puerto interior de la bahía de Vågen. En 1910, Arne Kildal se convirtió en bibliotecario jefe y continuó con el esfuerzo de dotar a la biblioteca de su propio edificio moderno. El edificio actual, construido en estilo neorrománico, fue diseñado por el arquitecto Olaf Nordhagen y fue erigido en 1917, después de ganar el concurso de arquitectos de 1906.